# Zulu
|  | Per a altres significats, vegeu «zulu (poble)». |

El zulú o zulu (en zulu: isiZulu) és una llengua africana de la divisió nguni del grup bantu, parlada pels membres del poble zulu. El parlen vora 10 milions de persones, de les quals el 95% viuen a Sud-àfrica. És una de les 11 llengües sud-africanes oficials de 1994 ençà; el 25% de la població el parla i més del 50% l'entén. És, doncs, una de les llengües més parlades a Sud-àfrica; s'ensenya en zulu en l'educació primària i secundària i s'hi editen llibres i revistes. És la segona llengua bantu més parlada, després del shona. Com moltes altres llengües bantu, s'escriu amb l'alfabet llatí.

## Distribució geogràfica

Territori lingüístic del zulu

La llengua és parlada a la província de KwaZulu-Natal (pel 81% dels habitants), Mpumalanga (26%) i Gauteng (21%). També es parla en altres països africans, com Lesotho i Swazilàndia. Les llengües ndebele, parlada a Zimbàbue, swazi i la parla nguni de Malawi són força properes al zulu. El xosa, llengua predominant al Cap Oriental, i el zulu són mútuament intel·ligibles.
Es considera que hi ha quatre dialectes del zulu: el zulu kwazulu-natal central, el zuli transvaal septentrional, el qwabe del litoral oriental i el cele del litoral occidental.

### Nombre de parlants
- Total mundial: 27.779.100[9][10]
  - llengua materna: 12.079.100
  - segona llengua: 15.700.000
- Sud-àfrica: 27.300.000
  - llengua materna: 11.600.000 (2013)
  - segona llengua: 15.700.000 (2002)
- Lesotho: 328.000 (2017)
- Eswatini: 106.000 (2017)
- Malawi: 37.500 (1966)
- Moçambic: 3.000 (2006)

## Història
Els zulu, com els xhosa o altres pobles nguni, han viscut a Sud-àfrica durant molt de temps i a vegades han conviscut amb altres tribus com els san. La llengua zulu presenta diversos sons típics de les llengües sud-africanes, que no són presents a la resta de llengües d'Àfrica.
Com moltes llengües indígenes de Sud-àfrica, el zulu no va ser una llengua escrita fins que no va entrar en contacte amb els missioners europeus, que van documentar la llengua mitjançant l'alfabet llatí. La primera gramàtica de la llengua zulu es va publicar a Noruega l'any 1850, pel missioner noruec Hans Paludan Smith Schreuder. El primer document escrit en zulu va ser una traducció de la Bíblia, que es va publicar l'any 1883. Al 1901, un zulu anomenat John Dube va crear l'Institut Ohlange, la primera institució educativa nadiua de Sud-àfrica. També fou l'autor d'Insila kaShaka, la primera novel·la escrita en zulu (1930). Un altre escriptor zulu pioner de Natal fou Rolfes Robert Reginald Dhlomo, autor de diverses novel·les històriques sobre els líders de la nació zulu del segle xix: U-Dingane (1936), U-Shaka (1937), U-Mpande (1938), U-Cetshwayo (1952) i U-Dinizulu (1968). Altres figures destacades de la literatura zulu són Benedict Wallet Vilakazi i Oswald Mbuyiseni Mtshali.
La forma escrita del zulu és controlada per la Junta de la Llengua Zulu de KwaZulu-Natal, actualment desmantellada i substituïda per la Junta de la Llengua Pan Sud-Africana, que promou l'ús de les onze llengües oficials de Sud-àfrica.

### Ús contemporani
L'anglès, l'holandès i, posteriorment, l'afrikaans havien estat els únics idiomes oficials utilitzats per tots els governs sud-africans abans de 1994. No obstant això, al bantustan Kwazulu la llengua zulú va ser àmpliament utilitzada. Tota l'educació al país a nivell de batxillerat era en anglès o en afrikaans. Des de la desaparició de l'apartheid al 1994, el zulú ha estat gaudint d'un marcat renaixement. La televisió en llengua zulú va ser introduïda pel SABC a principis dels anys 1980 i emet notícies i molts programes en zulú. La ràdio zulú és molt popular i diaris com IsoLezwe, Ilanga i UmAfrika en llengua zulú estan disponibles a la província de Kwazulu-Natal i a Johannesburg. El gener del 2005 el primer llargmetratge en zulú, Yesterday, va ser nominat a l'Oscar.
La intel·ligibilitat mútua de moltes llengües nguni ha augmentat la probabilitat que el zulú es converteixi en la llengua franca de la meitat oriental del país.
En la pel·lícula de 1994 The Lion King, en la cançó "Circle of Life", apareixen frases com ara Ingonyama nengw' enamabala (anglès: A lion and a leopard spots), Nans' ingonyama bakithi Baba (anglès: Here comes a lion, Father) i Siyonqoba (anglès: We will conquer). En algunes cançons de pel·lícula, com "This Land", apareixen frases com ara Busa leli zwe bo (Regna en aquesta terra) i Busa ngothando bo (Regna amb amor).
La cançó Siyahamba és un himne sud-africà escrit originàriament en llengua zulú que es va fer popular a les esglésies nord-americanes a la dècada de 1990.
L'èxit mundial Jerusalema del 2019 conté lletres en idioma zulú.

### Cultura
John Dube és també l'autor d'Insila kaChaka (1933), la primera novel·la escrita en zulú. Un altre escriptor zulú pioner va ser Reginald Dhlomo, autor de diverses novel·les històriques sobre els líders de la nació zulú al segle XIX: U-Dingane (1936), U-Shaka (1937), U-Mpande (1938), U-Cetshwayo (1952) i U-Dinizulu (1968). Benedict Wallet Vilakazi i, més recentment, Oswald Mbuyiseni Mtshali, també han fet importants contribucions a la literatura zulú.
Musicalment Johnny Clegg i Sipho Mchunu, un treballador blanc i estudiant zulú, van canviar la cara de la música sud-africana durant l'època de l'apartheid, gravant, de 1979 a 1985, una sèrie d'àlbums en música occidental i "música zulú". L'any 1939, la peça coneguda a França com Le Lion est mort ce soir es titulava originàriament Mbube, i va ser gravada en zulú pel cantant sud-africà Solomon Linda.

## Gramàtica i escrits en zulu
Com també és el cas per a moltes llengües indígenes del sud d'Àfrica, el zulu no gaudia de cap codi ni tradició escrits fins a l'arribada dels primers missioners europeus. La primera gramàtica de la llengua autòctona es publicà a Noruega el 1850 a càrrec de l'evangelitzador noruec Hans Schreuder, que havia arribat al país zulu el 1843. El primer document escrit íntegrament en zulu va ser una traducció de la Bíblia que va aparèixer el 1883, tot i que ja se n'havien publicat porcions anteriorment (la més primerenca el 1848) traduïdes per diversos membres de l'American Board of Commissioners for Foreign Missions.
No va ser fins al segle següent, al 1930, quan es va publicar la primera novel·la en zulu: Insila kaShaka. L'autor, John Dube, un zulu de Natal, fou un personatge molt important per a la història del país, tant políticament com social. Anteriorment havia creat l'Ohlange Institute el 1901, la primera estructura educativa en llengua nadiua d'Àfrica del Sud.
Actualment la institució encarregada de regular la llengua escrita és el Zulu Language Board (Institut de la Llengua Zulu) de KwaZulu-Natal.

## Fonologia
- N'hi ha 7 sons vocàlics: els 5 fonemes simples [a], [e], [i], [o], [u], a més de la e oberta i la o oberta, que són semblants a les del català oriental.
- Dues semivocals ([w], [j]).
- En les consonants són característics del zulu els 15 sons aspirats o nasalitzats, anomenats clics.
- És una llengua tonal, cosa que implica que el significat d'una paraula depèn del to amb què es pronuncia.

## Ortografia
| a           | b    | bh     | c     | ch    | d     | dl    | e        | f     | g     | gc     | gq   | gx     | h    | hh  | hl    | i        | j    | k         | kh   | kl    | l   |
| ----------- | ---- | ------ | ----- | ----- | ----- | ----- | -------- | ----- | ----- | ------ | ---- | ------ | ---- | --- | ----- | -------- | ---- | --------- | ---- | ----- | --- |
| [a]         | [ɓ]  | [b]    | [kǀ]  | [kǀʰ] | [d]   | [ɮ]   | [e], [ɛ] | [f]   | [g]   | [gǀ]   | [gǃ] | [gǁ]   | [h]  | [ɦ] | [ɬ]   | [i]      | [dʒ] | [kʼ], [ɠ] | [kʰ] | [kʟ̝̊ʼ] | [l] |
| m           | mb   | mf     | mv    | n     | nc    | ndl   | ngc      | ngq   | ngx   | nhl    | nq   | ns     | nx   | ny  | nz    | o        | p    | ph        | q    | qh    | r*  |
| [m], [m̩]    | [mb] | [ɱp̪fʼ] | [ɱb̪v] | [n]   | [ŋǀ]  | [ndɮ] | [ŋǀʱ]    | [ŋǃʱ] | [ŋǁʱ] | [ntɬʼ] | [ŋǃ] | [ntsʼ] | [ŋǁ] | [ɲ] | [ndz] | [ɔ], [o] | [pʼ] | [pʰ]      | [kǃ] | [kǃʰ] | [r] |
| s           | sh   | t      | th    | ts    | tsh   | u     | v        | w     | x     | xh     | y    | z      |      |     |       |          |      |           |      |       |     |
| {{IPA\|[s]} | [ʃ]  | [tʼ]   | [tʰ]  | [tsʼ] | [tʃʼ] | [u]   | [v]      | [w]   | [kǁ]  | [kǁʰ]  | [j]  | [z]    |      |     |       |          |      |           |      |       |     |

* - només en estrangerismes i orígens onomatopeics.

## Alguns aspectes gramaticals
- L'ordre de la frase és: subjecte + verb + complement.
- El substantiu consta de prefix i arrel: n'hi ha 15 prefixos diferents, 13 dels quals s'usen actualment i els altres dos són de la llengua antiga. El plural s'expressa amb un prefix, per exemple: inja 'gos' – izinja 'gossos'.
- Verb:
  - En el temps present, els verbs regulars acaben en -a: sebenza 'treballo'.
  - En el temps passat, el verb acaba en -e: umlimi ulime izinsimu 'El llaurador conreà els camps'.
  - El futur s'indica amb la partícula zo dins del verb: Abafundi bazofunda amabhuku 'Els estudiants llegiran els llibres'.

### Zulu estàndard i zulu urbà
El zulu estàndard és la llengua que s'ensenya a les escoles. També anomenat "zulu profund" (isiZulu esijulile), es diferencia en diversos aspectes de la llengua que parla la gent que viu a les ciutats (l'anomenat zulu urbà, isiZulu sasedolobheni). El zulu estàndard tendeix cap al purisme, i empra derivacions de paraules zulu per anomenar nous conceptes; mentre que els parlants de zulu urbà empren préstecs lingüístics, sovint extrets de l'anglès. Per exemple:
| Zulu estàndard    | Zulu urbà         | Català (Anglès)                   |
| ----------------- | ----------------- | --------------------------------- |
| umakhalekhukhwini | icell             | Telèfon mòbil (cell/mobile phone) |
| Ngiyaqonda        | Ngiya-understanda | Ho entenc (I understand)          |

Aquesta situació ha suposat alguns problemes en l'àmbit educatiu perquè els joves sovint no entenen el zulu estàndard.

### El zulu i l'anglès de Sud-àfrica
L'anglès que es parla a Sud-àfrica ha absorbit diverses paraules de la llengua zulu; i fins i tot algunes paraules zulu com impala o mamba formen part de l'anglès estàndard i molts altres idiomes. Alguns exemples de paraules zulu emprades en l'anglès de Sud-àfrica són:
- muti (d'umuthi) – 'medicina'
- donga (d'udonga) – 'sitja' (de fet, udonga significa 'paret' en zulu)
- indaba – 'conferència' (significa 'notícia' en zulu)
- induna – 'cap' o 'líder'
- shongololo (d'ishongololo) – 'milpeus'
- ubuntu – 'humanitat' o 'compassió'

### Alguns exemples de paraules i frases zulu
Aquesta és una petita llista de paraules que podem utilitzar quan visitem una zona on la llengua principal és el zulu:
- Sawubona (bon dia dirigit a una persona)
- Sanibonani (bon dia dirigit a un grup de persones)
- Unjani? (com estàs? a una persona)
- Ninjani? (com esteu? a un grup de persones)
- Ngiyaphila (estic bé)
- Ngiyabonga (t'ho/us ho agraeixo)
- Siyabonga (t'ho/us ho agraïm)
- Isikhathi sithini? (quina hora és?)
- Uhlala kuphi? (on vius?)
- Igama lami ngu... (em diuen...)
- Ngubani igama lakho? (com et diuen?)
- Uphumaphi? (d'on vens?)
- Yebo (sí)
- Cha (no)
- Angazi (no ho sé)
- Ukhuluma isiNgisi na? (parles anglès?)
- Ngisaqala ukufunda isiZulu (acabo de començar a aprendre el zulu)
- Ngiyakuthanda	(t'estimo)